# 中村家住宅 (神奈川県)
中村家住宅（なかむらけじゅうたく）は、神奈川県相模原市南区に現存する和洋折衷住宅の古民家である。2006年（平成18年）3月2日に国の登録有形文化財に登録されている。

## 歴史
中村家は「勝坂大尽」と呼ばれる素封家であるが、詳しい文書が残っておらず由緒は明らかではない。ただ、2001年（平成13年）当時の当主、中村正衛によると幕末の生糸の商いで財をなしたとのことである。
中村家の主屋の現状は、瓦葺木造二階建ての和洋折衷方式である。当初は三階建てだったが、関東大震災の後に三階部分を取り壊して現在の形になっている。
一階の外観は和風の要素でまとまっているが、二階は外壁を海鼠壁とし、洋風の要素として軒を曲線の白漆喰で塗り込めて正面に縦長の窓を配している。
建設年代は明らかではないが、敷地内の稲荷社から棟札が発見され、それにより稲荷社が1867年（慶應3年）の建立であることが判明したため、主屋はこれよりやや早い時期の幕末期の建築であったと推測されている。
大工は石井甚五郎で、和洋折衷住宅というきわめて珍しい建物を、屋敷に住み込んで10年の月日をかけて完成させたと伝えられている。総工費は一万両といわれている。
敷地内には主屋の他に長屋門、稲荷社がある。
幕末期に建設された和洋折衷住宅は、現在他に全く残されていないため、きわめて重要な文化財である。そのため、2006年（平成18年）3月2日に国の登録有形文化財（建造物）に登録された。また、BS朝日「百年名家～築100年の家を訪ねる旅」で2016年（平成28年）1月17日（日）に取り上げられた。

## 建物

### 主屋

#### 外観
二，三階は大壁構造の海鼠壁に縦長のガラス窓を穿ち、屋根は瓦葺、軒蛇腹は白漆喰で固められていた。現在は青い瓦に改められているが、当初は　赤みがかったオレンジ色だった。瓦は近くに瓦窯を築いて焼いたという。歴史でも述べたが、主屋の完成まで10年の歳月を要した。慶応3年に主屋を建てるため、良質なケヤキ材を確保製材するには時間がかかり、また洋風建築の要素といえる海鼠壁が多用された時期を考えると、主屋の建築が数年早ければ、上質な従来の民家建築に、遅ければ擬洋風ではなく、より洋式建築に近い建物になっていた可能性もある。
一階部分には洋風の要素は全くない。柱上部や長押、垂木掛、土居桁にはうっすらと朱が残されている。長押より上の小壁は群青色の漆喰塗りであった。長押の出隅や土台には八双金具が打たれている。

#### 式台の間
畳敷きで上部小壁は群青色の漆喰塗である。天井は木目のおもしろい板を使った格天井。茶の間との境の襖には、チーク材で枠取した色ガラスを8枚ずつはめ込んでいる。当時チーク材もガラスも貴重な舶来品だった。

#### 茶の間
天井は仏間堺を除く部屋の三方を差鴨居で固め、上部小壁は群青色の漆喰塗である。仏間堺には二階に上がるための箱階段を設けている。廊下境の障子の框は黒漆喰。

#### 客座敷
十畳の書院風和室で、式台の間堺の柱以外は杉の柾目材である。天井は猿頬天井で、板は松の柾目、壁は砂壁である。

### 二階
四室あり、すべて和室。天井の高さは2.2メートルで、一階よりかなり低い。正面側（西面）には半間幅の窓が六か所あり、当初は観音開きの雨戸を設けていた。窓の内側上部には擬宝珠柱の断面のような形をした花頭形が入っている
。

### 三階
関東大震災後、三階部分は取り除かれた。2009年（平成21年）度から22年（2010年）度に旧三階部材確認調査を横浜国立大学工学研究院大野研究室（当時）が行っている。改善前の写真によれば、六畳の主室と二畳の前室に分かれていたものと思われる。壁は海鼠壁、軒蛇腹は白漆喰、屋根は瓦寄棟構造であった。

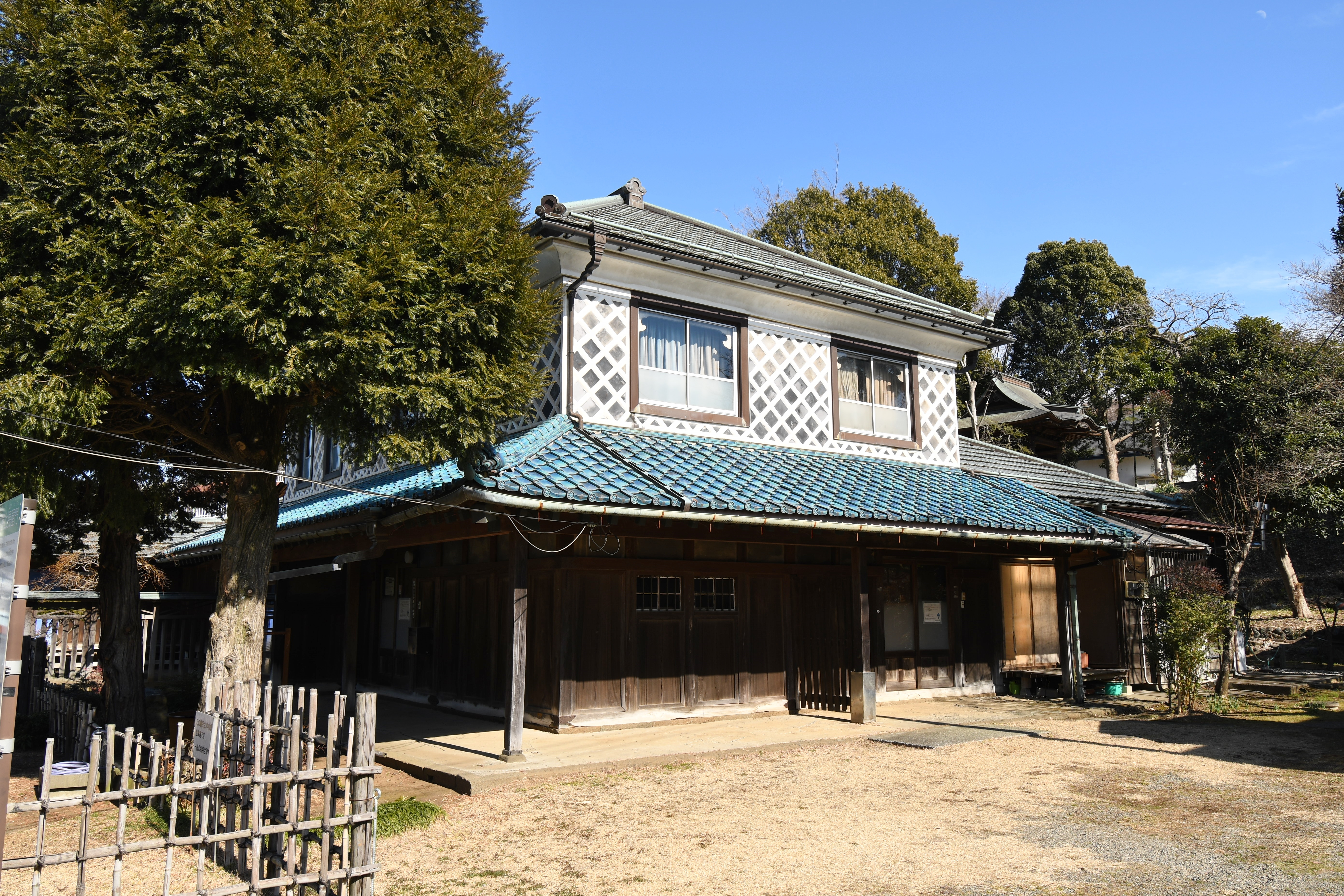
主屋
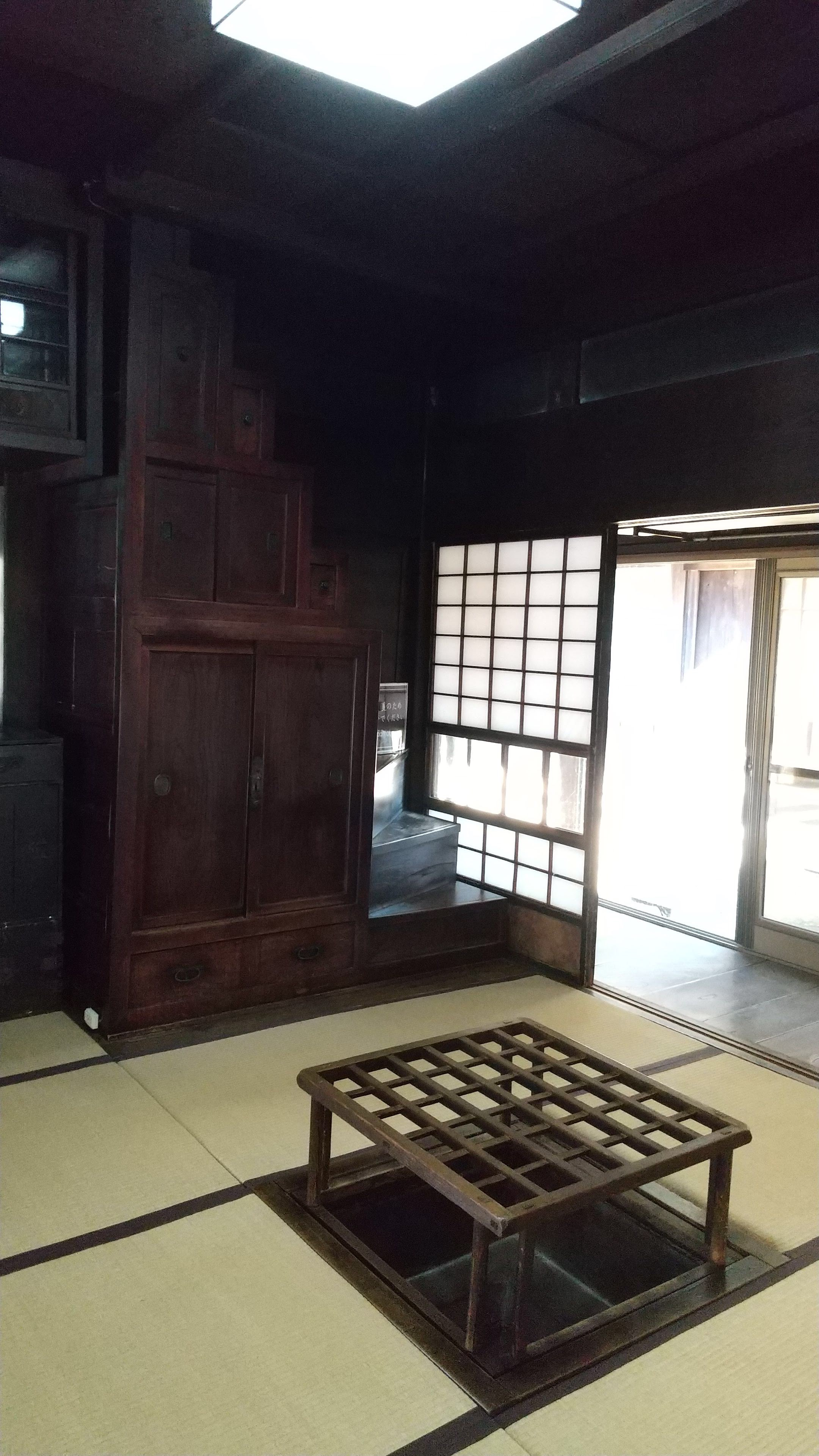
一階
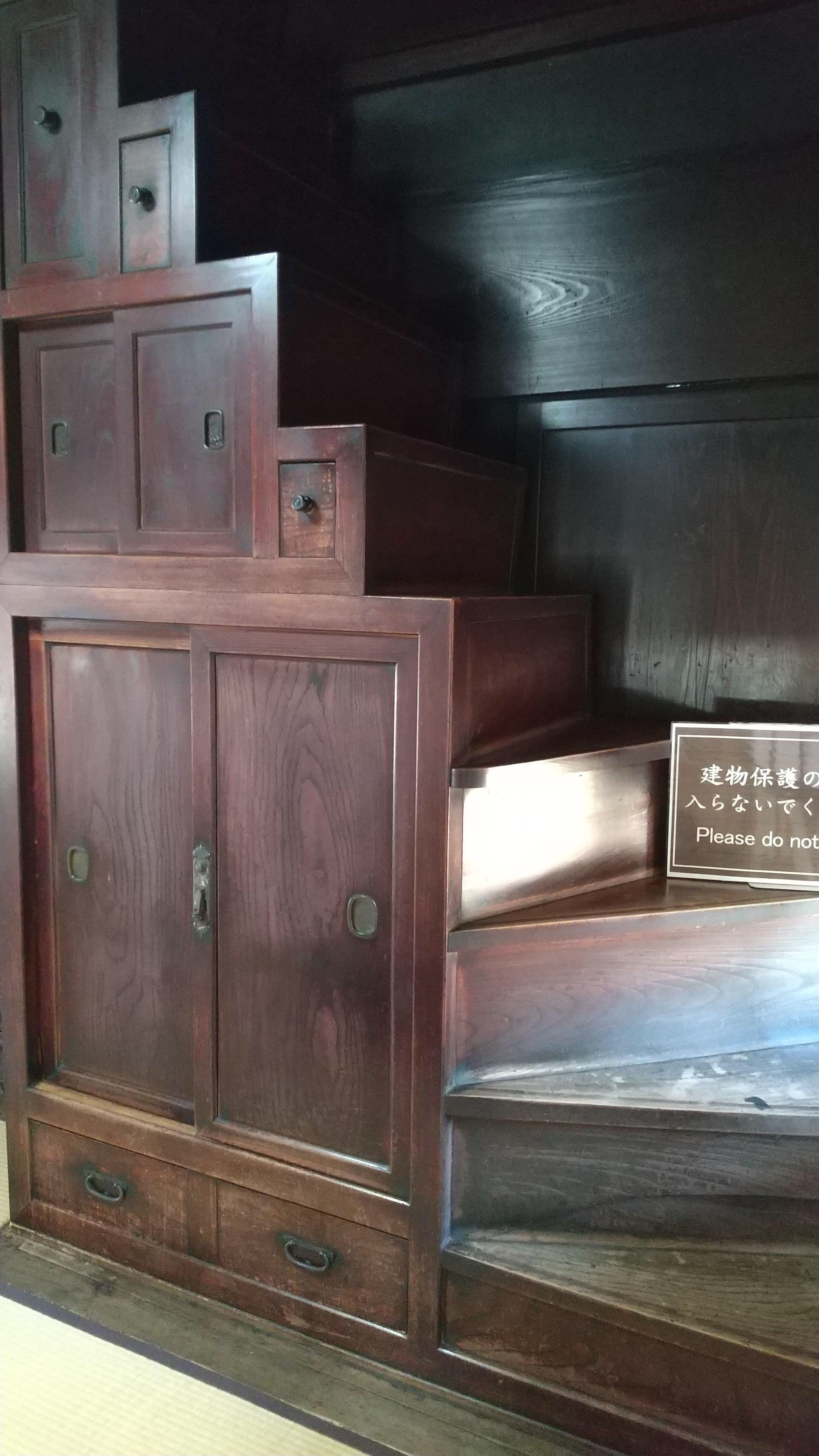
階段

## 長屋門
1865年（慶応元年）～1868年（明治元年）の間に建てられたと推定される。桁行63尺（19ｍ）と長く、現存する貴重な建築物である。中二階の構造で、入口上部と二階上部は簀子天井である。屋根の現状は鉄板葺きで小屋組は変えられており、旧状は不明。この門は五寸角を用い、冠木も太く、創建時は豪壮な趣を呈していたと推測される。

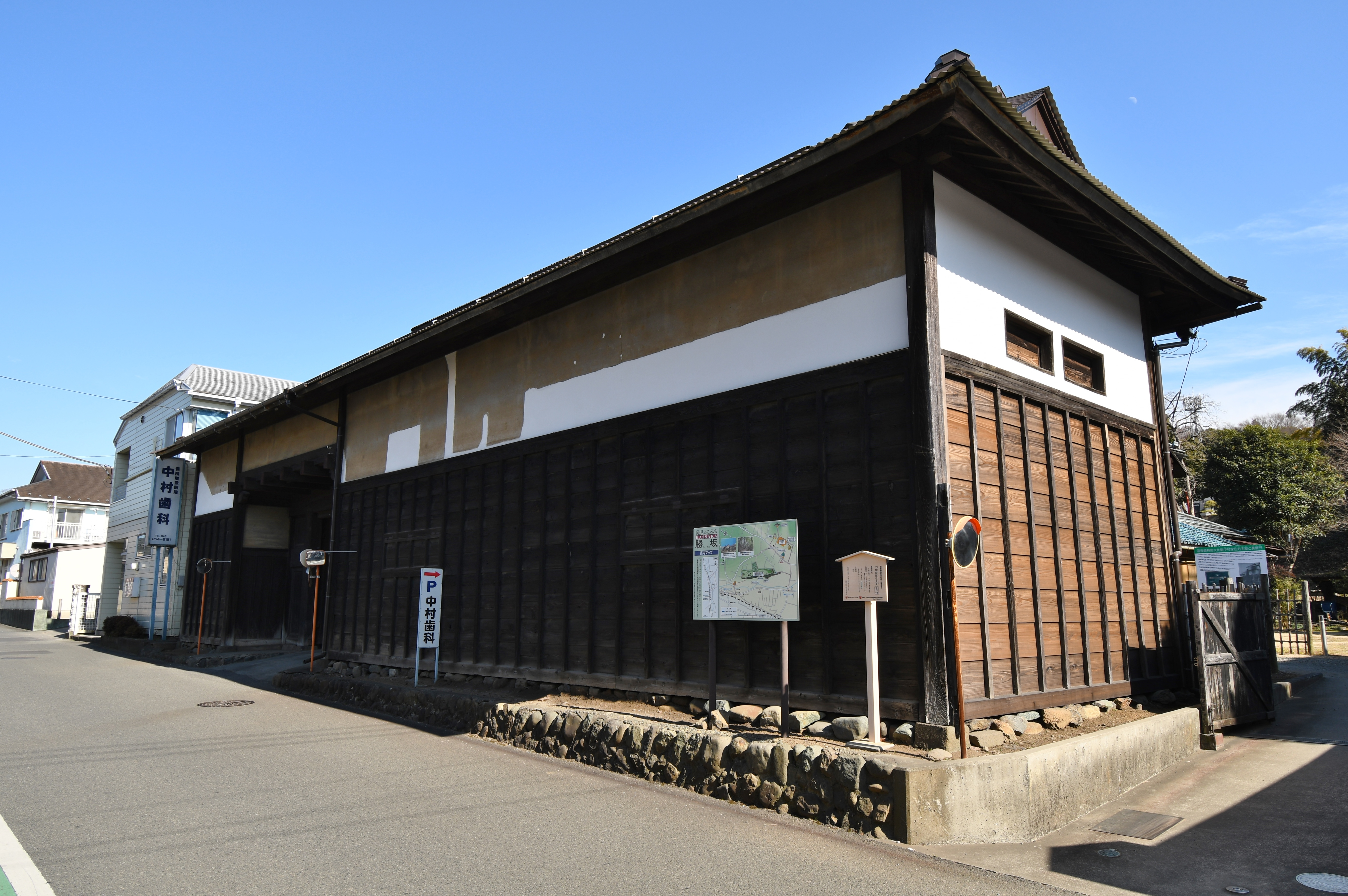
長屋門

## 邸内稲荷社
邸内の稲荷社は屋敷東方の小高い場所に南面して建っており、桁行、梁行共に9尺で仏堂風の素木造社殿である。形状は軒唐破風付きの入母屋造りで、現在は銅板葺きだが当初は瓦葺きだった。正面は吹き放し、側面には花頭窓風の連子窓があり、天井は格天井で屋内後半部を見世棚風にし、中に小さな祠を三基安置している。このように中村家の稲荷社は、邸内の社殿としては破格の建築である。
　また、屋根の葺き替え工事の時に稲荷社から棟札が発見された。それによるとこれを建てた大工は「鎌倉住　工匠石井甚五郎」で、裏には「慶應三丁卯年六月二十九日」（慶應3年 1867年）とあり、七人の大工名が記載されていた。このことから、建設年代を特定する資料がない中村家住宅は、稲荷社より少し前の幕末期の建築であったと推察される
。

## 中村家と勝坂遺跡
1926年（大正15年）の夏、中村家当主であった中村忠亮の所有する畑から出土した縄文土器片2つを、学生・清水二郎（大山家家令の縁者）が考古学者の大山柏に提供した。このことが勝坂遺跡発見のきっかけとなった。
この厚手で装飾性豊かな縄文土器は、のちに「勝坂式土器」と名づけられ、中部・関東地方の縄文時代中期の標式遺物とされた。
大山による最初の発掘場所は、旧中村家住宅裏手の勝坂遺跡A区内にあたり、「勝坂式土器発見の地」として相模原市教育委員会が案内板を設置している。

## 利用案内
開館時間　午前9時30分～午後4時
休館日　月～水（ただし祝日は開館）及び12月29日～1月7日
休館日は、外観のみ見学可能
入館料　無料
見学は、事前予約が必要

## アクセス
・JR相模線「原当麻駅」または「下溝駅」から「相武台駅前」行きのバスで「勝坂入口」下車　徒歩5分
・JR相模線「下溝駅」下車　徒歩25分
駐車場　なし